# Ovidiu Cîmpean
Ovidiu-Vasile Cîmpean (n.  ?) este un deputat român, ales în 2024 din partea PNL. 